# Grønnegades Kaserne
Grønnegades Kaserne er en tidligere kaserne i Næstved. I dag er Grønnegades Kaserne Kulturcenter indrettet i bygningerne.
Kasernen var aktiv og blev brugt af fodfolk og rytteri fra 1799 til 1977.
Kasernen er opført til Sjællandske Rytterregiment og var fra 1816 brugt af Sjællandske Lansenérregiment, fra 1842 4. Dragonregiment og fra 1923-1951 Rytteriets Befalingsmandsskole og herefter til 1969 Pansertroppernes Befalingsmandsskole.
Næstved Kommune overtog Grønnegades Kaserne i 1978, og i 2002 indviedes foyertilbygningen til den nyrenoverede koncertsal, Ny Ridehus, ved besøg af H.K.H. Kronprins Frederik. Renoveringen var finansieret af Næstved Kommune og midler fra Lokale- og Anlægsfondens vundet i konkurrencen om "fremtidens forsamlingshus". Fra Tilbygningen går publikum enten ind ad byterrassen eller Kvægtorvet, og fra Sandbjerget kommer man direkte ind i koncertsalen.
Ny Ridehus er fra 1898 og Gl. Ridehus fra 1799.

## Bygninger

### Gamle Ridehus
Den ældste bygning er Det Gamle Ridehus, der blev opført i 1799 og det blev tegnet af Andreas Kirkerup. Bygningen bruges til møder og udstillinger , samt kulturbegivenhedder som f.eks. koncerter, Næstved Metal Festival, teater festivaler mm.

### Fægtesalsbygningen
Den Gamle Fægtesalsbygning, også kendt som Den Nye Kaserne, ligger ved siden af Det Gamle Ridehus. Det blev opført i 1855 efter tegninger af officer og arkitekt F. F. Ramlau for 2. Dragonregiment. Det bruges i dag til kontorer og administration.

### Kommandantboligen
Kommandantboligen stammer fra 1806. Nordlængen blev tilføjet i 1855 af F. F. Ramlau. Bygningen bliver brugt til administration.

### Staldbygningen
Staldbygningen blev opført i 1804 til Sjællands Rytterregiment. Den blev opført i 1855 samtidig med fægtesalen, og den blev udvidet med opbevaringsbygning til udstyr og dyrefoder. I 1997 blev den udvidet med en del til syge heste. Bygningen har stald og en stor foyer og barfaciliteter.

### Nye Ridehus
Det Nye Ridehus stammer fra 1888 og blev opført til det 4. Dragonregiment. I 2001 blev det ombygget og udvidet med en foyer. Det bruges i dag til koncerter, teater, stand up, konferencer og møder.

## I populærkulturen
Grønnegade Kaserne er blevet brugt i en række film, der inkluderer Soldaterkammerater rykker ud (1959), Frøken Nitouche (1963), Hurra for de blå husarer (1970) og Babettes gæstebud (1987).